# Sambisa-Sümpfe
Koordinaten: 11° 32′ 0″ N, 13° 20′ 0″ O
Die Sambisa-Sümpfe (en: Sambisa Swamp) liegen im nigerianischen Bundesstaat Borno, im südwestlichen Teil des Tschadbeckens, ca. 60 km südöstlich der Hauptstadt des Bundesstaates Maiduguri.

## Lage
Sie sind ein ca. 130 km² großer Komplex aus Feuchtgebieten, Sümpfen, Überflutungsarealen und Wasserkanälen, die von den Flüssen Ngadda, Gombole und Yedseram an ihrem Oberlauf gebildet werden. Die Flussläufe der drei Flüsse sind in diesem Gebiet nicht definiert, wobei der Yedseram den Hauptwasserzufluss bildet und die beiden anderen Flüsse einen großen Teil seiner Wassermassen abgibt. Durch den Einfluss des westafrikanischen Monsuns erreichen die Sambisa-Sümpfe zwischen Juli und November ihre größte Ausdehnung.

## Flora und Fauna
Die Vegetation in diesem Gebiet entspricht der eines Feuchtgebietes in der Region des Sudans, in dem die Baumarten Detarium macrocarpum, Ficus-Arten, Vitex doniana, Anogeissus leiocarpa, Prosopis africana, Acacia-Arten, Piliostigma thonningii, Combretum-Arten, Diospyros mespiliformis, Tamarindenbäume (Tamarindus indica) und Terminalia-Arten die meistverbreiteten Arten und Gattungen bilden. In den Randgebieten wurden Teile der Feuchtgebiete trockengelegt, wodurch in diesen Gebiet auch die Wüstendattel (Balanites aegyptiaca) und der Afrikanische Affenbrotbaum (Adansonia digitata) wachsen.
Von der Avifauna kommen in diesem Gebiet unter anderen die Arabientrappe (Ardeotis arabs), Saviletrappe (Lophotis savilei), Nordafrikanische Lachtaube (Streptopelia roseogrisea), Rotkehlspint (Merops bulocki), Langschwanz-Glanzstar  (Lamprotornis pulcher), Rußheckensänger (Cercotrichas podobe), Braunwangenmahali (Plocepasser superciliosus), Braunrücken-Goldsperling (Passer luteus) und der Buschsperling (Petronia dentata) als Brutvögel vor.

## Schutzgebiete
Die Sambisa-Sümpfe sind Teil des Jagdschutzgebietes Sambisa Game Reserve und sind ein bedeutendes Schutzgebiet für den Afrikanischen Elefant (Loxodonta africana), der Pferdeantilope (Hippotragus equinus) und der Kuhantilope (Alcelaphus buselaphus) in Nigeria.
1999 wurde von der Regierung des Bundesstaates Borno vorgeschlagen das Jagdschutzgebiet in den Nationalpark Tschadbecken zu integrieren, dieses Vorhaben wurde jedoch nicht komplett umgesetzt. Das Sambisa Game Reserve wird administrativ zwar vom Nationalpark verwaltet, ist jedoch rechtlich nicht Teil des Nationalparks.